# Tirzah Haase
Tirzah Haase (* 1959 in Dortmund) ist eine deutsche Schauspielerin und Sängerin für Chanson.

## Leben
Haase betätigte sich bereits während ihrer Schulzeit unter dem Künstlernamen Gina Doreen als Sängerin und arbeitete unter anderem mit Dieter Thomas Heck zusammen. Nach der Mittleren Reife absolvierte sie Schauspiel- und Gesangsausbildungen an der staatlichen Hochschule für bildende Künste Hamburg, an der Musical-Schule in Hamburg und bei Ida Ehre. Neben zahlreichen festen Theater-Engagements, beispielsweise im  Thalia-Theater, im Stadttheater Trier, auf der Bühne des Westfälischen Landestheaters oder in der Comödie Bochum, war sie auch in diversen eigenen Produktionen zu sehen.
Tirzah Haase hat TV-Auftritte, unter anderem in  Serien wie „Das Traumschiff“, „Der große Bellheim“, „Verbotene Liebe“ oder „Unter uns“,
sowie auch Engagements als Fernsehansagerin bei verschiedenen WDR-Landesstudio.
Darüber hinaus ist sie seit 2008 feste Sprecherin für die Haltestellenansagen von DSW21.
Haase wohnt zurzeit in Dortmund. Als Jüdin engagiert sie sich ehrenamtlich in künstlerischen Projekten gegen Antisemitismus.

## Rundfunkarbeit (Auswahl)
- WDR Köln: Hörspiele, Schulfunk, Feature
- WDR Lokalrundfunk: Nachrichtensprecherin (Seit 1987)
- WDR Landesstudio Dortmund: Zeitzeichen (Radiosendung)
- WDR Landesstudio Wuppertal: Leonardo (Wissenschaftssendung)
- CCR-Studios Bochum: Kommerzielle Werbespots, Telefonansagen, Film-Vertonung, Rundfunk und Ladenfunk

## Filmografie (Auswahl)
- „Die vier von der Tankstelle“ (Agentin Marina)
- „Der große Bellheim“/Dieter Wedel (Substitutin Anna)
- „Orlando“/Virginia Woolf (Titelrolle)
- Serie „Das Scheidungsgericht“ (Jutta Dietz, Klägerin)
- Serie „Verbotene Liebe“ (Sybille Maiwald)
- Serie „Unter Uns“ (Geiselnehmerin Astrid)
- Serie „TV Kaiser“ (Darstellerin)